# Ceropales bipartita flava
Ceropales bipartita flava é uma subespécie de insetos himenópteros, mais especificamente de vespas pertencente à família Pompilidae.
A autoridade científica da subespécie é Moczar, tendo sido descrita no ano de 1987.
Trata-se de uma subespécie presente no território português.